# روتانا FM
إذاعة روتانا fm من المملكة العربية السعودية، بدأت إرسالها من مدينة الرياض في أواخر عام 2010م، تبث الإذاعة برامجها على مدار الساعة ما بين برامج إخبارية وتثقيفية وترفيهية.